# Scherfenhof
Scherfenhof (Luxemburgs: Schäerfenhaf) is een plaats in de gemeente Heffingen en het kanton Mersch in Luxemburg.
Scherfenhof telt 18 inwoners (2001).